# 혼다 마사시게 (1580년)

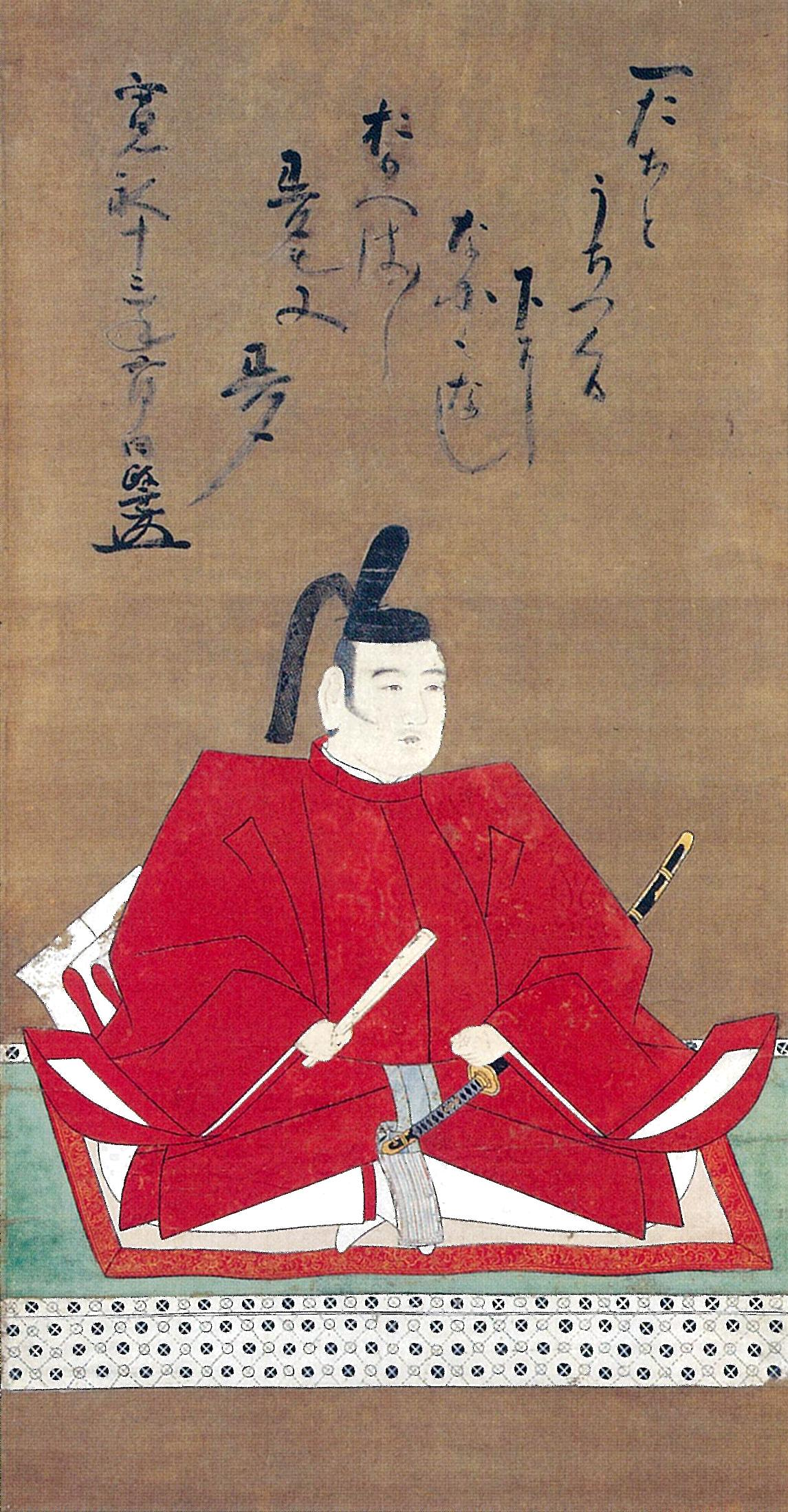
혼다 마사시게

혼다 마사시게(本多政重)는 아즈치모모야마 시대부터 에도 시대 전기까지의 무장이다. 혼다 마사노부의 차남. 가가번 가로. 가가 혼다가 초대 당주.
우에스기 가게카쓰의 중신·나오에 가네쓰구의 양자 시절의 이름은 나오에 가쓰요시(直江勝吉)였다.
| 전임 (혼다 마사노부) | 제1대 가가 혼다 가 당주 | 후임 혼다 마사나가 |